# Parthenopolis (Magdeburg)
Parthenopolis (altgriechisch für „Jungfrauenstadt“) war ein mittelalterlicher Name der Stadt Magdeburg.
Im Mittelalter wurde die Stadt Magdeburg auch gräzisiert als Parthenopolis bezeichnet. Erstmals bezeugt ist dieser Name für Magdeburg in einer Urkunde Kaiser Ottos III. aus dem Jahr 989, die von einem Magdeburger Schreiber angefertigt wurde. Wahrscheinlich ist der Name in Magdeburg selbst entstanden. Er erscheint in der Magdeburger Gründungssage, die in den Annales Magdeburgenses (zum Jahr 938) und den Gesta archiepiscoporum Magdeburgensium (Kapitel 2 und 3) überliefert ist und auf eine verlorene Quelle aus der Ottonenzeit zurückgeht. Dort wird berichtet, Julius Caesar habe nach der Unterwerfung Galliens Städte gegründet, die ihm militärischen Rückhalt gegen die umwohnenden Stämme bieten sollten. Eine davon sei Magdeburg gewesen, das Caesar zu Ehren der jungfräulichen Göttin Diana Parthenopolis (Jungfrauenstadt) genannt habe. Am Ufer der Elbe habe Caesar ein Heiligtum der Diana gestiftet, in dem dann der Göttin geweihte Jungfrauen gelebt hätten.